# 許筠
許筠（허균，1569年—1618年），字端甫，號蛟山、惺所、惺叟、又號白月居士，本貫陽川許氏，朝鮮王朝中期的文臣和政治人、詩人、作家、小說家。他是小說《洪吉童傳》的著者。

## 生平
許筠於1569年出生於今日江原道江陵市，父親許瞱是著名文人徐敬德的弟子，在文壇上頗負盛名，官至副提學，父親許曄於許筠12歲時逝世。姊姊許楚姬（號蘭雪軒）亦有文名。
許筠的老師為當時名傾一時的「三唐詩人」之一的李達，因李達出身庶子，在當時的社會環境下頗受壓抑不得志，對現實社會深懷不滿。而許筠在人格及學問等各方面上，受到李達很大的影響，也造成他日後在政治上走向反抗的遠因。
許筠於1589年 (宣祖22年) 考上生員，1594年庭試文科及第。之後擔任過檢閱、世子侍講院說書。1597年文科重試狀元，任黃海道道使，但後因遭妓女迷惑被彈劾罷職。而後歷任春秋館記注官、刑曹正郎等職。1602年又任司藝、司僕寺正、典籍、遂安郡守等官職。1606年許筠擔任遠接使從事官，迎接明朝朱之蕃，以寫作文章聲名大噪。1610年以陳奏副使身分出使明朝，在中國受洗成為朝鲜王朝最早的天主教徒。同年擔任試官，但因親族參榜遭彈劾罷職, 而後許筠來到泰仁從事寫作。1613年癸丑獄事，許筠的好友朴應犀等被處死，為了安全許筠依附權臣李爾瞻。之後擔任禮曹參、戶曹參、承文院副提調。1617年主張廢母論，得到朝鮮國王的信任，同年晉升左參贊。然而許筠之後在漢城和金闓、辛光業等人，製造邊防警訊及散播謠言進行鼓動，以便亂中舉事，推翻光海君，但後因事機敗露而遭處死。

## 作品
許筠著有小說《洪吉童傳》，詩歌評論集《蛟山詩話》，地方風俗飲食誌《屠門大嚼》，筆記《識小錄》、《閑情錄》，詩文集《惺所覆瓿稿》。此外，亦編有歷代詩選《國朝詩刪》。

## 文學地位
許筠的小說《洪吉童傳》是他的代表作品。《洪吉童傳》描述一個武藝高超，具有高強法術的庶子洪吉童，組織活貧黨，劫富濟貧和官府作對。後來離開朝鮮，在海島上建立自己的國家。
朝鮮王朝中期，暴政、外敵入侵逐趨劇烈，農民遭受的負擔的壓迫亦加深重。政治上接連的士禍、黨爭，各種社會矛盾不斷激化。許筠對於這樣的社會現實深感不滿，《洪吉童傳》可以說是描寫在壬辰倭亂後，社會的階層問題、政治的腐敗的社會寫實小說。《洪吉童傳》的出現，對於當時平民階級的抬頭，有很大的刺激與啟示作用，從而開創了韓國文學史上寫實小說的起端。雖然當時的文人多對許筠的作品持否定的態度，然而許筠的作品中的進步傾向及社會意義，卻奠定了許筠在韓國文學史上重要的地位。

## 相關影視作品及飾演者
- 《朝鮮王朝五百年》—《回天門（朝鲜语：회천문）》：1986年MBC電視劇，金周榮 飾。
- 《西宮（朝鲜语：서궁）》：1995年KBS電視劇，金鍾潔（朝鲜语：김종결） 飾。
- 《雷鳴（朝鲜语：천둥소리）》：2000年KBS電視劇，崔宰誠 飾。
- 《王的女子（朝鲜语：왕의 여자）》：2003年SBS電視劇，朴真星 飾。
- 《光海，成為王的男人》:2012年電影，柳承龍 飾
- 《來自星星的你》:2013年SBS電視劇，柳承龍 飾。
- 《王的面孔》:2015年KBS電視劇，林智圭 飾。
- 《華政》:2015年MBC電視劇，安內相 飾。
- 《許食堂》:2025年Why Not Media電視劇，金珉錫 飾。